# Hermes (programa de mísseis)

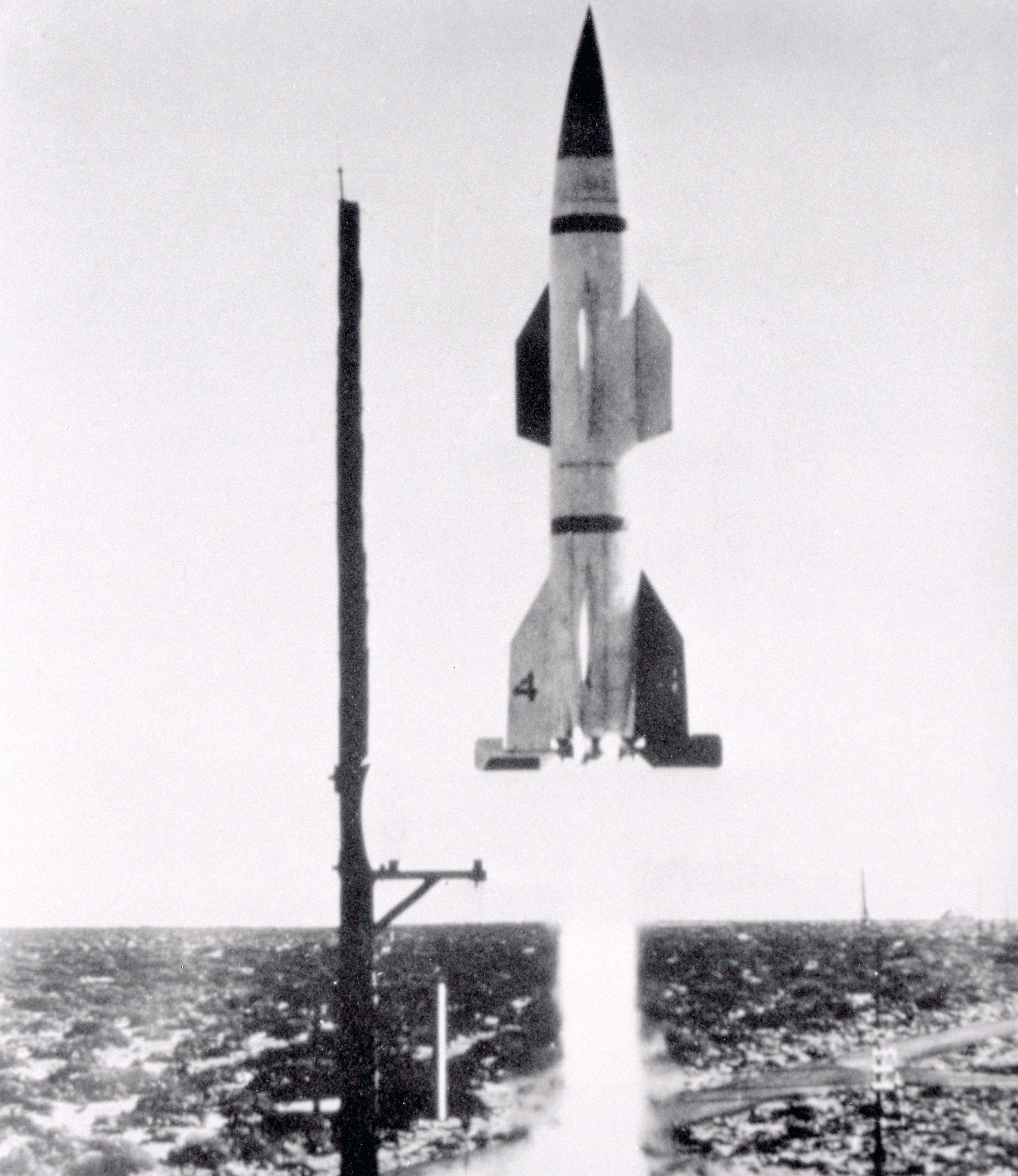
O primeiro foguete de teste Hermes A-1, disparado de White Sands.

O Projeto Hermes, (20 de Novembro de 1944 - 31 de Dezembro de 1954) foi um programa de mísseis do United States Army Ordnance Corps, contratado junto à General Electric Company.
O desenvolvimento do míssil Hermes A-1 de 7,85 m de altura foi iniciado pela General Electric em 1946. Construído em sua maior parte de aço. Ele era uma versão Norte americana do míssil antiaéreo Wasserfall da Alemanha Nazista. O Wasserfall tinha cerca de metade do tamanho do míssil A4 (V-2).
A partir de 1947, os componentes do A-1 começaram a ser testados com sucesso na Estação de teste de Malta em Nova Iorque e em White Sands. Cinco mísseis A-1 foram lançados com sucesso de White Sands entre Maio de 1950 e Abril de 1951 O Hermes A-1 tinha um alcance máximo de 61 km e altitude máxima de 24 km.
Um modelo ligeiramente maior, o Hermes A-3B foi o último veículo produzido no Projeto Hermes. Ele foi projetado como míssil tático terra-terra carregando uma ogiva de 453 kg com alcance previsto de 240 km, mas nunca conseguiu essa marca na prática, produzindo um empuxo de 100 kN. Entre 1953 e 1954 seis mísseis A-3B de teste haviam sido lançados de White Sands, cinco deles com sucesso. Nenhum míssil Hermes chegou a se tornar operacional, mas geraram experiência nos processos de projeto, construção e manipulação de mísseis e motores de foguete em larga escala. O Projeto Hermes foi cancelado em 1954.